# Martijn Zuijdweg
Martijn Hendrik Zuijdweg (ur. 16 listopada 1976 w Rotterdamie) – holenderski pływak, specjalizujący się w stylu dowolnym.
Jego największym sukcesem jest wywalczenie brązowego medalu podczas igrzysk olimpijskich w Sydney (2000) w sztafecie 4 × 200 m stylem dowolnym.
Srebrny medalista mistrzostw świata z Perth (1998) w sztafecie 4 × 200 m stylem dowolnym. Mistrz świata na krótkim basenie z Hongkongu (1999) w tej samej sztafecie. Trzykrotny medalista mistrzostw Europy.